# Devan Nair
Chengara Veetil Devan Nair, também conhecido como C. V. Devan Nair, (5 de agosto de 1923–6 de dezembro de 2005) foi o terceiro presidente de Singapura e foi eleito pelo Parlamento em 23 de outubro de 1981. Serviu como presidente até 1985.

## Juventude
Nair nasceu em Malaca, na Malásia, mas ele e sua família migraram para Singapura quando ele tinha 10 anos de idade. Quando ele era jovem, ele foi educado na escola primária Rangoon Road e na Victoria School.

## Renúncia
Em 28 de março de 1985, Nair renunciou sob circunstâncias desconhecidas. O primeiro-ministro Lee Kuan Yew declarou no parlamento que Nair renunciou para dedicar-se ao tratamento do alcoolismo, coisa que Nair negou expressivamente. De acordo com a versão de Nair, ele renunciou sob pressão quando suas visões políticas entraram em conflito e Lee ameaçou tirá-lo do cargo de presidente através de uma ação no parlamento. Nair também disse que foi drogado para parecer desorientado e que rumores sobre sua vida pessoal foram espalhados para prejudicá-lo. Em 1999, um artigo sobre o caso no jornal canadense Globe and Mail resultou em um processo por calúnia de parte de Lee.  O processo foi tirado do tribunal após a resposta de Nair. 
Nair se mudou para Hamilton, Ontário, Canadá em 1994. Sua esposa, Avadai Dhanam, faleceu em 18 de abril de 2005. Ele faleceu no Canadá em torno do meio-dia (horário de Singapura) em 7 de dezembro de 2005.

## Família
Nair tem 4 filhos e 5 netos. Seu filho mais velho, Janadas Devan, é editor sênior do jornal Singapore Straits Times.